# Boston Heights
Boston Heights è un villaggio degli Stati Uniti d'America, situato nello stato dell'Ohio, nella contea di Summit.